# Fuchsia de Magellan
Fuchsia magellanica · Chilco
Espèce
Classification phylogénétique

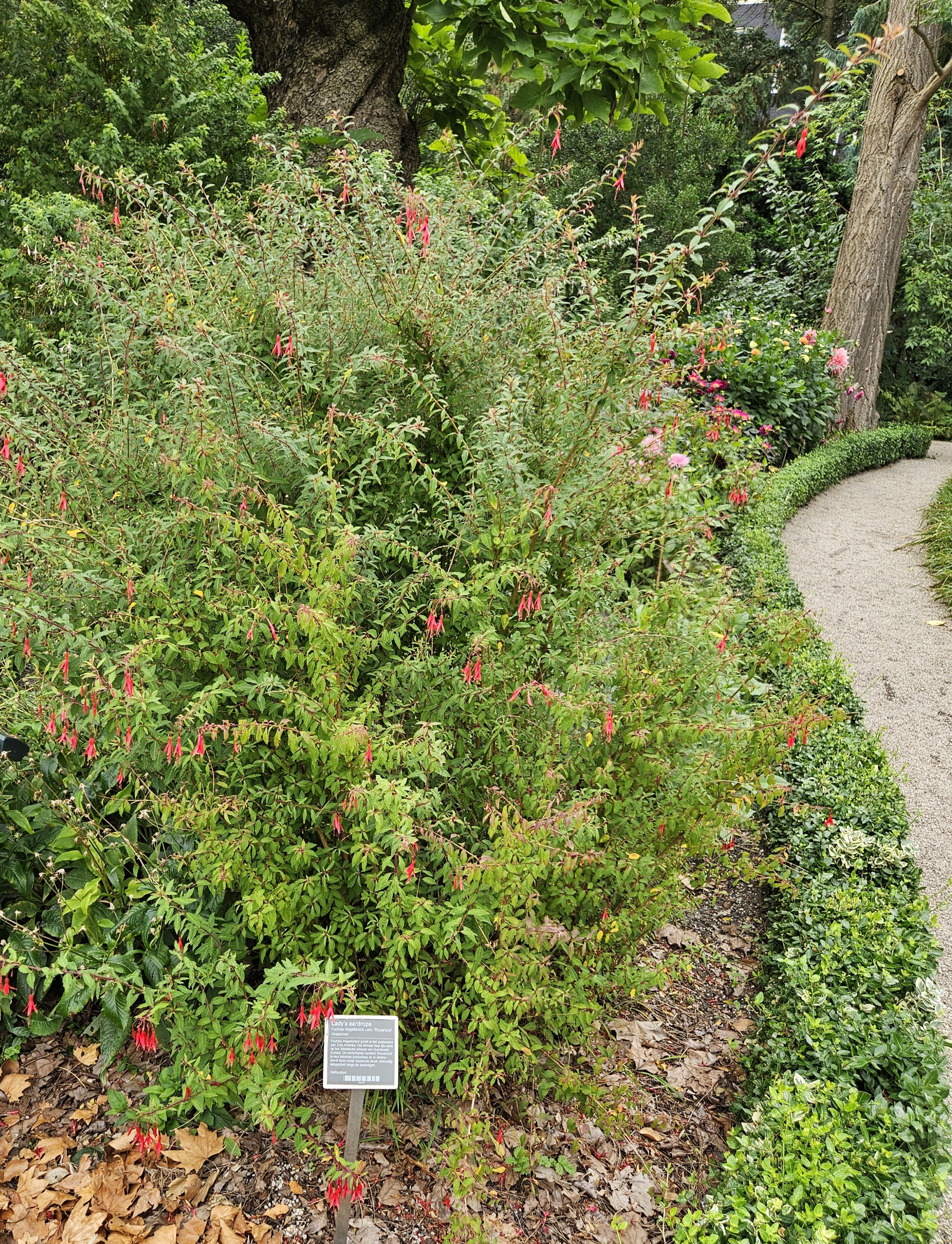
Fuchsia magellanica à l'Hortus botanicus d'Amsterdam

Le fuchsia de Magellan, ou chilco (Fuchsia magellanica), est une espèce de plantes à fleurs du genre Fuchsia et de la famille des onagracées  (ou œnothéracées). C'est une plante arbustive sud-américaine. Sa floraison est remarquable, avec de nombreuses variétés horticoles. Dans son milieu naturel, il croît en bordure des cours d'eau. Ses baies sont comestibles. Ses autres noms vernaculaires sud-américains sont : aljaba, thilco, chilca, chilcón, jazmín del papa (jasmin du pape), palo blanco (bâton blanc), pendientes de la reina (boucles d'oreilles de la reine), ou tilca. Le mot chilco provient du mapudungún chillko (/tʃiʎko/), ou chilko (/tʃilko/) qui signifie plein d'eau.

## Description
Il s'agit d'un arbuste à feuillage persistant d'environ 2 à 4 mètres de haut, avec des branches fines qui partent de la base du tronc. Ses feuilles lancéolées ont un pétiole rougeâtre et sont groupées en verticilles. Ses fleurs sont tétramères, avec de grands sépales rouges, ouverts, qui dépassent en longueur les petits pétales violets. Il y a 8 étamines d'environ 2 cm, également rougeâtres ou violettes. Le fruit est une baie comestible qui provient d'un ovaire inférieur.
La variété molinae (également appelée de manière fautive alba) a des fleurs aux sépales blancs et aux pétales blanc rosé. Elle est originaire de l'île de Chiloé. Elle a été découverte dans la commune de Castro.
La variété eburnea a des sépales blancs colorés de rose par-dessous et des pointes vertes, des pétales violets et un tube rose à rouge. Cette variété en voie de disparition, est originaire de la Patagonie chilienne. Elle a été décrite à partir de spécimens provenant de l'île d'Englefield, dans Otway Sound, avec des spécimens également trouvés la péninsule d'Antonio Varas et dans les environs de Mañihuales.

## Habitat
Originaire du sud du Chili et de l'Argentine jusqu'à la Terre de Feu, le fuchsia de Magellan a été introduit en Europe au XIXe siècle. Contrairement  à la grande majorité des fuschia et en raison de ses origines, il résiste bien à  des gels modérés.
Dans les régions tropicales où il a été aussi introduit (comme à l'île de la Réunion), c'est une espèce exotique envahissante, capable de recouvrir la végétation indigène des forêts naturelles et de l'étouffer

## Dénominations locales
- chilco de Chile (chilco du Chili), melindres, palo blanco de Chile (bâton blanc du Chili), palo mato de Chile, thilco de Chile (thilco du Chili), tilco de Chile (tico du Chili)[1].

## Galerie

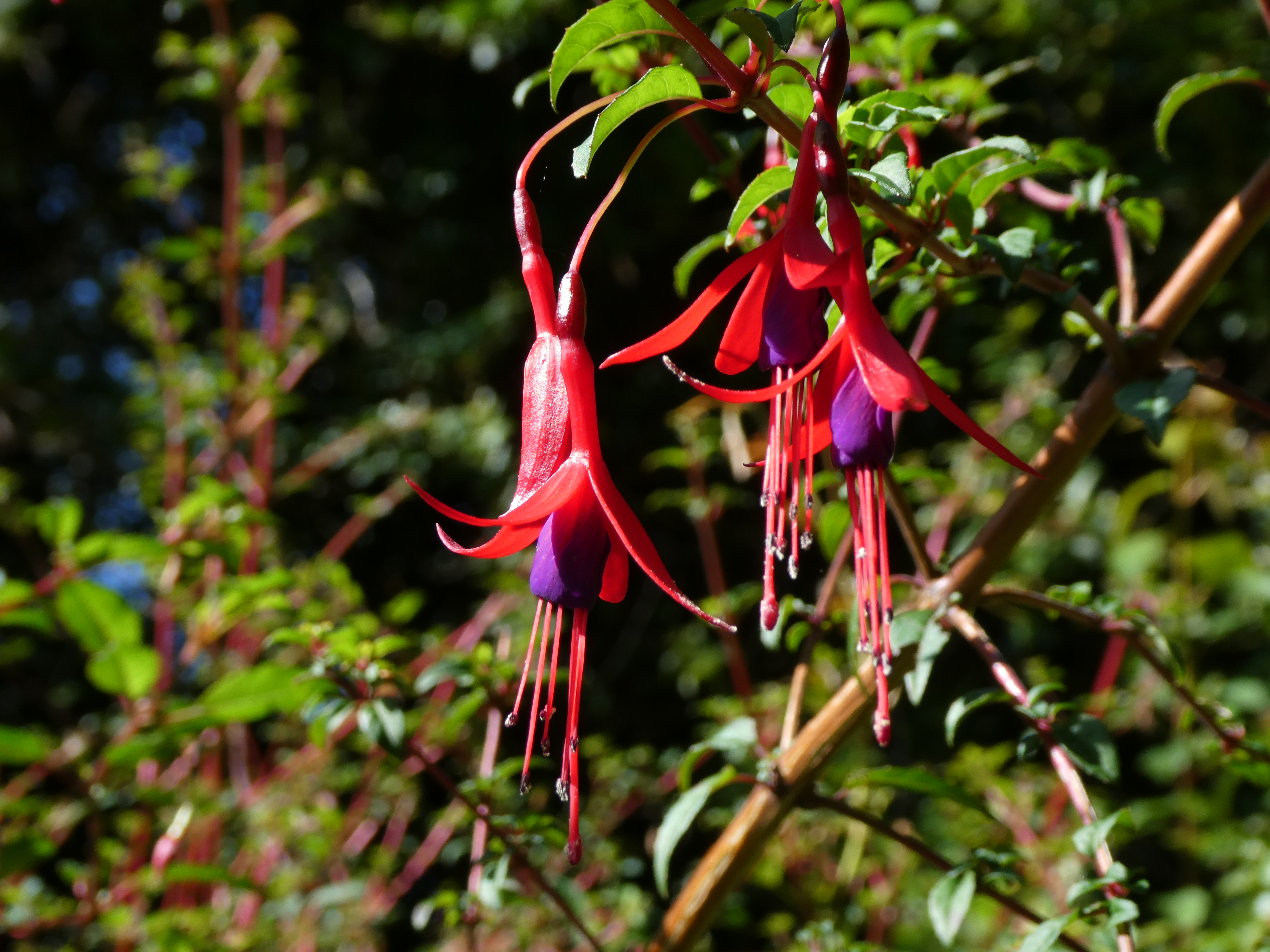
Fuchsia magellanica sur l'Île de Chiloé.
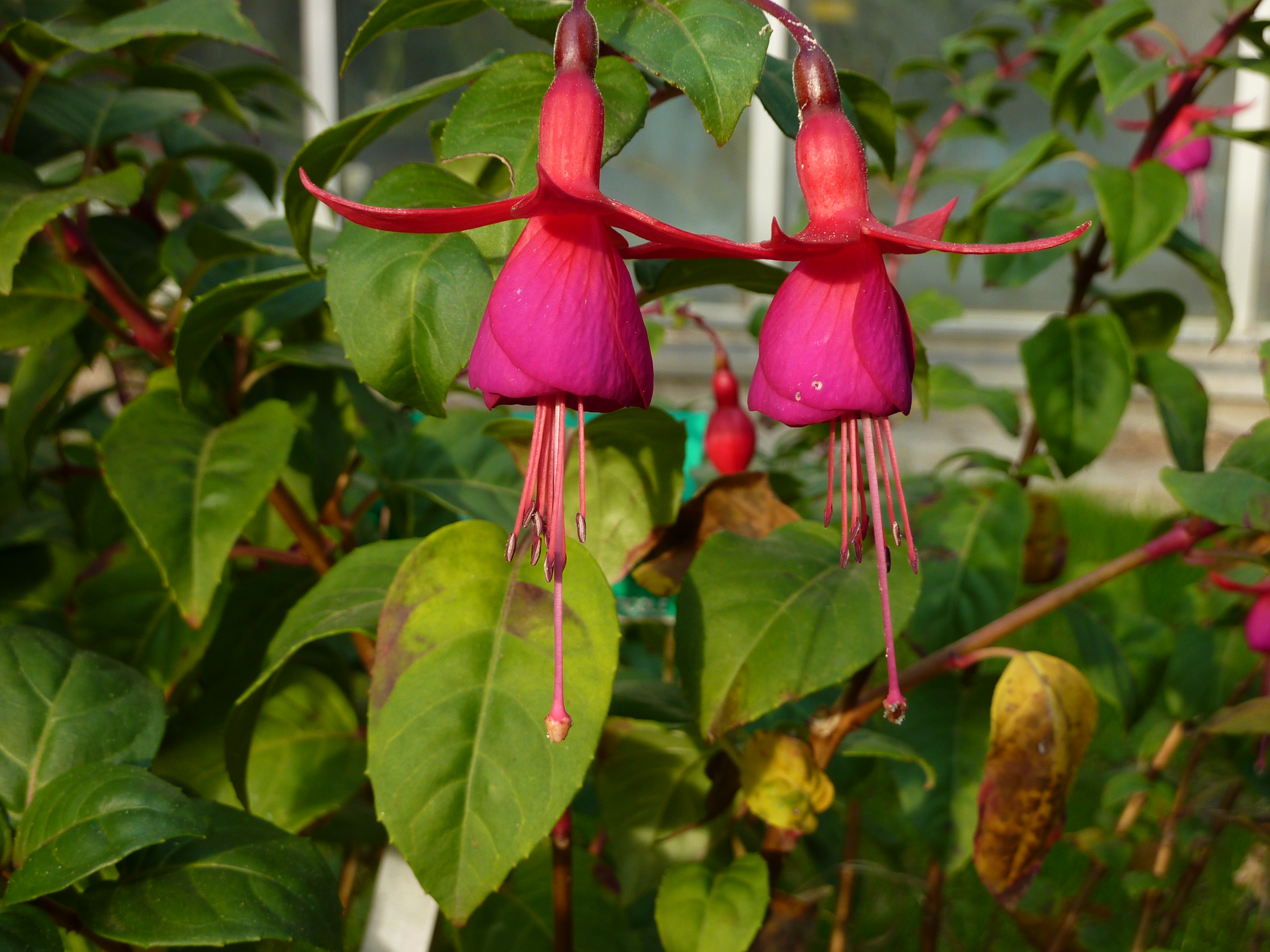
Fleurs du fuchsia de Magellan (détails).
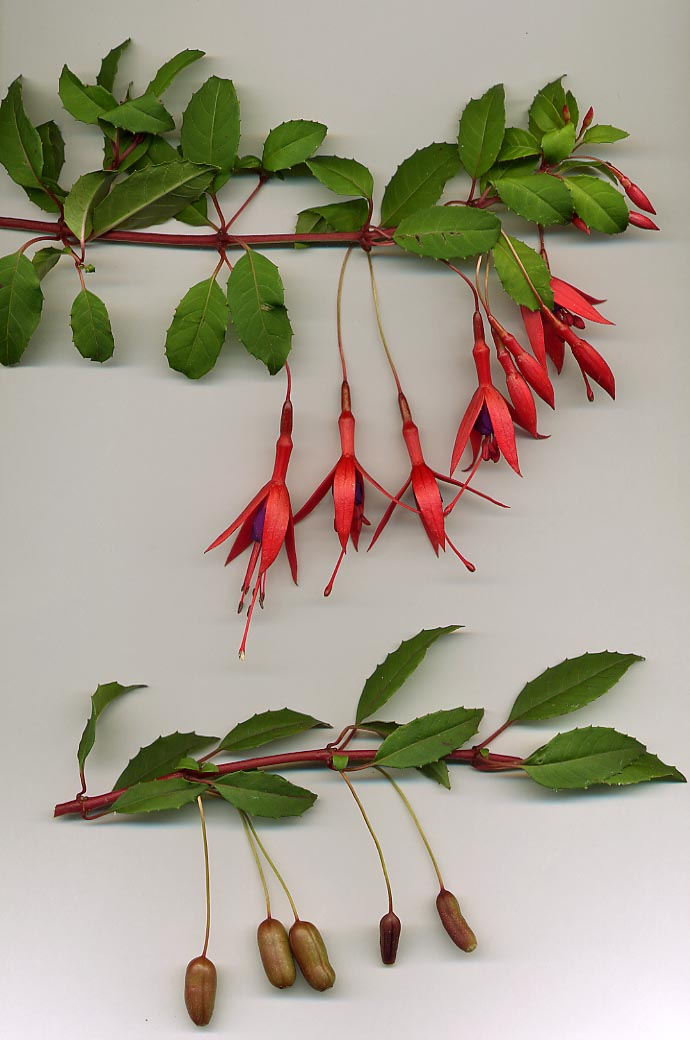
Fleurs, fruits et ramures.
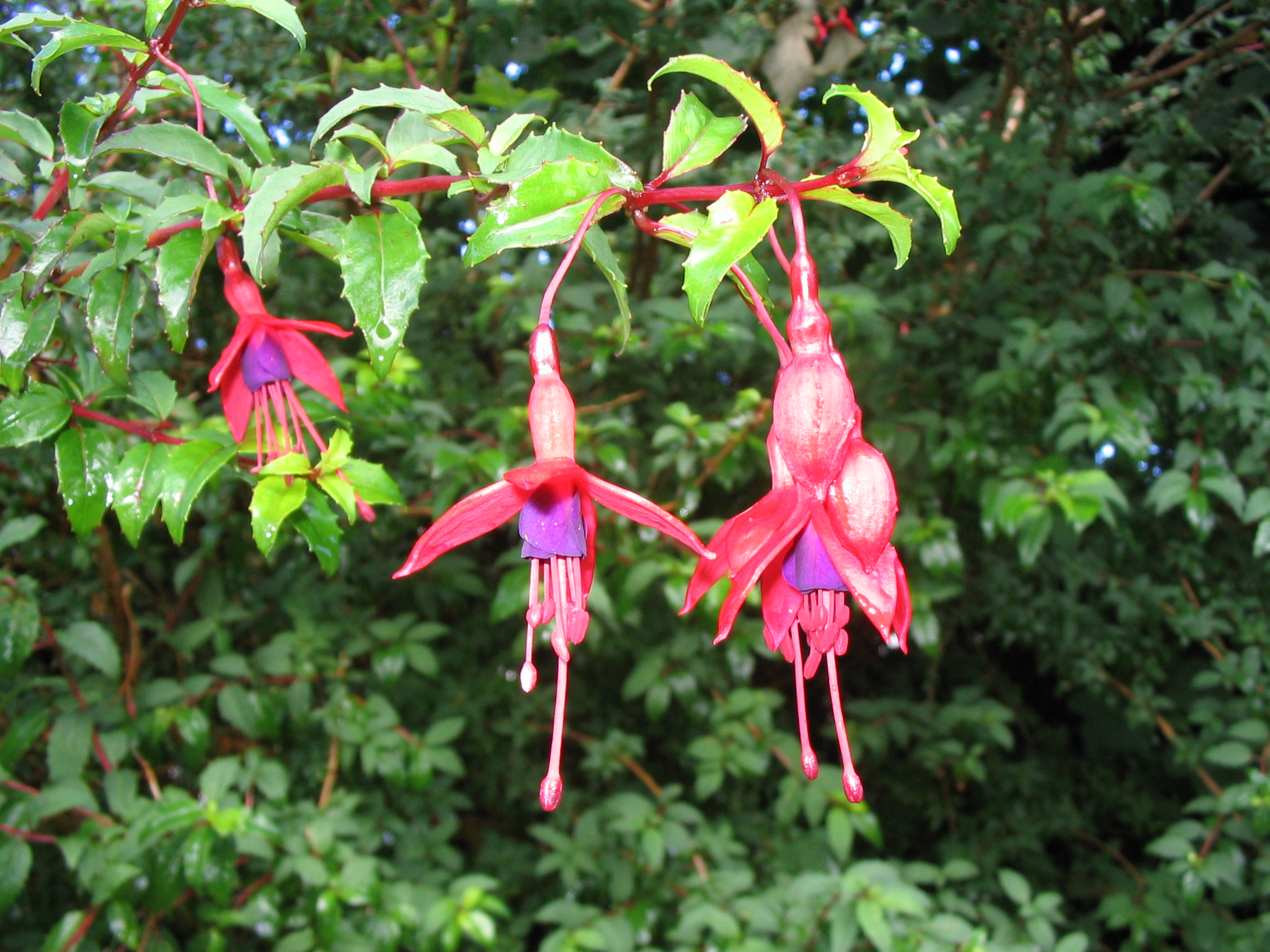
Le fuchsia de Magellan est abondamment planté dans les haies d'Irlande.